# Piastkanalen

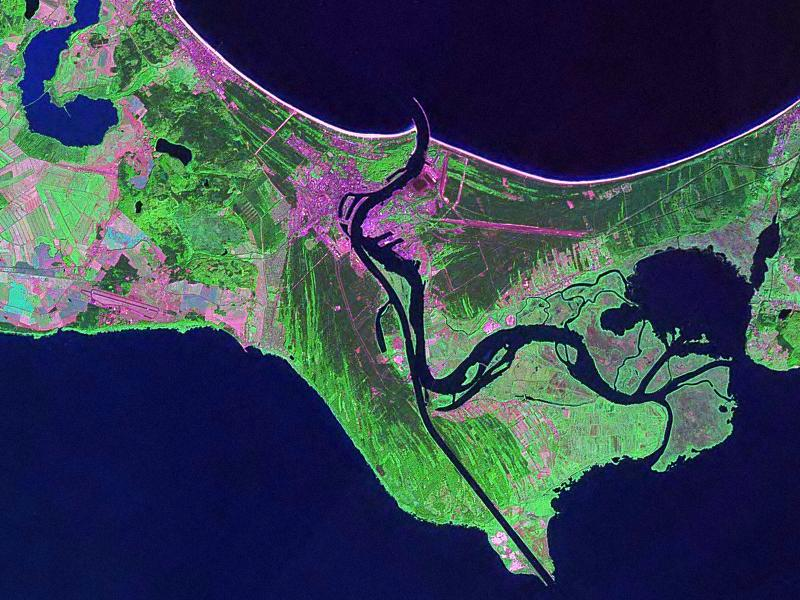
Området kring Świnoujście, med Piastkanalen och öster om den gamla Świna.

Piastkanalen, polska: Kanał Piastowski, på tyska ursprungligen Kaiserfahrt, är en omkring 12 kilometer lång och 10 meter djup kanal som förbinder Oderlagunen med Świnoujścies (Swinemündes) hamn och Pommernbukten i Östersjön, över den östligaste delen av ön Usedom. Kanalen byggdes ursprungligen under tyska kejsardömet från 1875 till 1880 men ligger sedan krigsslutet 1945 i nordvästra Polen. Namnet som togs efter 1945 kommer från Polens medeltida kungaätt, huset Piast.
Kanalen byggdes för att underlätta sjöfarten förbi det delvis igenslammade sundet Świna (Swine) och uppströms längs Oder till Stettins hamn. I och med anläggandet av kanalen kom den östligaste delen av Usedom omkring byn Kaseburg (nuvarande Karsibór) att skäras av från huvudön. Den djupgående sjöfarten fick enklare tillgång till Oderlagunen vilket fick Swinemündes betydelse som hamn att minska, till förmån för Stettins hamn. Samtidigt blev Usedom inklusive Swinemünde under slutet av 1800-talet i högre grad en badturistdestination, efter att järnvägsanslutningen till Berlin invigts. Sundets gamla fåra kallas idag för gamla Świna.